# Melodia de Nokia

La «Melodia de Nokia». En el Gran Vals, el final està una quarta justa més avall

La melodia de Nokia (en anglès Nokia Tune) és la melodia usada en tots els telèfons mòbils de la companyia Nokia com a to de trucada estàndard. Nokia també l'usa com a eslògan i als anuncis publicitaris. La melodia correspon a un fragment del solo de guitarra Gran Vals del guitarrista i compositor valencià Francesc d'Assís Tàrrega i Eixea, escrita el 1902.
La melodia és presa dels compassos 14-16 del Gran Vals i a prop del final en el compàs 134.
La melodia original del Gran Vals de Francesc Tàrrega, interpretada amb la guitarra, va ser utilitzada en un anunci de la marca el 1993. D'altra banda, la melodia va ser utilitzada el 1999 en la cançó «I Wanna 1-2-1 With You» del grup Solid Gold Chartbusters.
La melodia, que Nokia reclama com a so registrat, va ser el primer to musical identificable en un telèfon mòbil.
La melodia és escoltada a tot el món 1.800 milions de vegades per dia, unes 20.000 vegades per segon.